# تاكوتو كوياما
تاكوتو كوياما (باليابانية: 小山 拓土) (27 ديسمبر 1982 في ساساياما في اليابان – )؛ هو لاعب كرة قدم ياباني سابق كان يلعب كلاعب وسط.

## وصلات خارجية
- تاكوتو كوياما على موقع رابطة كرة القدم اليابانية للمحترفين (اليابانية)